# 仲間町 (福島市)
仲間町（ちゅうげんちょう）は、福島県福島市の町名。丁番を持たない単独町名である。郵便番号は960-8105。

## 地理
市の本庁所管にあたる中央東地域に属し、福島市街地東部に位置する。東西は国道4号北町バイパスから市道舟場町山下町線にかけての約200～300m、南北は市道上町北町線から市道新町浜田町線にかけての約280mの台形の範囲を町域とする。北西角で新浜町の角、北で松木町、北東で浜田町、東で豊田町、南で北町、西で宮町と隣接する。上町に所在する福島警察署及び天神町に所在する福島消防署のそれぞれ管轄にあたる。町東端を国道4号北町バイパスが縦断し、当町域の名を取った仲間町交差点が設置され、国道114号渡利バイパスの起点となっている。

## 歴史
1897年に字名変更が行われ、当時の福島町北端の一部と腰浜村南西端の一部が仲間町と呼称されるようになった。1931年に合併後の新市域の地番呼称が行われ、従来の小字を整理し設置された。
奥州街道の北側の裏手に当たる北裡通りを中心に発展してきた街であり、かつては遊郭が置かれていた。現在でも割烹料亭があり、当時の面影を残している。遊郭が矢剣町の一本杉遊郭へ移転した後も歓楽街として親しまれ、現在のライオンズマンション仲間町の位置に松竹映画館が開設されていた。1964年に住居表示が施工され現在に至る。

## 世帯数と人口
2021年（令和3年）2月28日現在の世帯数と人口は以下の通りである。
| 町丁   | 世帯数  | 人口  |
| ------ | ------- | ----- |
| 仲間町 | 417世帯 | 696人 |

## 小・中学校の学区
市立小・中学校に通う場合、学区は以下の通りとなる。
| 番地 | 小学校                 | 中学校                 |
| ---- | ---------------------- | ---------------------- |
| 全域 | 福島市立福島第二小学校 | 福島市立福島第二中学校 |

## 交通

### 鉄道
- 町域内に現在鉄道施設はない。最寄り駅はJR東北本線福島駅。

### 道路
- 国道4号北町バイパス
- 福島市道31号腰浜町町庭坂線（都市計画道路腰浜町町庭坂線）
- 福島市道栄町豊田町線（北裡通り・中央通り）

### バス
- 福島交通豊田町バス停（下り）

## 施設
- 損害保険ジャパン福島支社
- サンヨー缶詰
- ライオンズマンション仲間町（旧松竹映画館）